# François Modesto
François Joseph Modesto (Bastia, 19 de Agosto de 1978) é um ex-futebolista francês que atuava como zagueiro. 

## Carreira
Modesto começou a carreira no Bastia.